# Tawi (rivière)
 (décembre 2017).
Si vous disposez d'ouvrages ou d'articles de référence ou si vous connaissez des sites web de qualité traitant du thème abordé ici, merci de compléter l'article en donnant les références utiles à sa vérifiabilité et en les liant à la section « Notes et références ».
La Tawi est une rivière d'Inde et du Pakistan qui traverse la ville de Jammu. La rivière Tawi est considérée comme sacrée et sainte en Inde, comme c'est généralement le cas avec la plupart des rivières du pays.

## La source au glacier de Kali Kundi
La rivière Tawi provient de l'écoulement du glacier de Kali Kundi et de la zone adjacente située au sud-ouest de Bhaderwah dans le district de Doda. Son bassin versant est délimitée par la latitude 32°35'-33° 5'N et la longitude 74°35'-75°45'E. Le bassin versant de la rivière jusqu'à la frontière indienne (Jammu) est de 2 168 km2 et se situe dans les districts de Jammu, Udhampur et une petite partie de Doda. L'élévation dans le bassin varie entre 400 m et 4 000 m.
Le débit d'eau dans la rivière a diminué au cours des dernières années du fait du recul du glacier Kali Kundi.

## La confluence avec la Chenab
La longueur de la rivière Tawi est d'environ 141 km. La rivière en général traverse des collines escarpées de chaque côté à l'exception de la partie inférieure sur environ 35 km. La largeur de la rivière est d'environ 300 mètres au pont de la ville de Jammu.
Après avoir traversé la ville de Jammu, la rivière entre dans le Pendjab pakistanais et rejoint la rivière Chenab. La Tawi est un important affluent en rive gauche de la rivière Chenab.

## Le passage dans la ville de Jammu
La rivière Tawi transverse et divise la ville de Jammu en deux parties. La vieille ville de Jammu est située sur la colline surplombant la rivière tandis que la nouvelle ville s'est développé sur la rive opposée au sud. La Tawi est une importante source d'eau potable pour la vieille ville. Les eaux usées non traitées à Jammu polluent la rivière lors de son passage dans la ville.
Quatre ponts ont été construits sur la rivière Tawi dans la ville de Jammu. Un cinquième pont a été construit sur la rivière sur la rocade de la ville en amont près de Nagrota.